# Čestný titul Zasloužilý letec
Čestný titul Zasloužilý letec (bulharsky: Почетно Звание „Заслужил Летец“) byl čestný titul Bulharské lidové republiky založený roku 1979.

## Historie a pravidla udílení
Čestný titul byl založen dne 18. ledna 1979 výnosem Národního shromáždění č. 2. Udílen byl vojenským pilotům za odbornou a politickou zdatnost. Oceněným bylo dovoleno nosit vyznamenání viditelně na uniformě.
Od svého založení až do zrušení byl titul udělen v 28 případech.

## Insignie
Medaile měla pravidelný kulatý tvar a byla vyrobena z tombaku. Na přední straně uprostřed byl na zlatých paprscích vycházejícího slunce umístěn bojový letoun typu MiG. Nad ním byl státní znak Bulharské lidové republiky. Medaile byla lemována stříbrným vavřínovým věncem se stuhou v jeho spodní části. Na stuze byl nápis v cyrilici Заслужил Летец. Zadní strana byla hladká, bez smaltu.
Stuha světle modré barvy byla umístěna mezi dvěma kovovými destičkami. Spodní destička měla stylizovanou podobu křídla letadla.